# 沼泽鹧鸪
沼泽鹧鸪（学名：Ortygornis gularis）一种分布于印度北部和尼泊尔喜马拉雅山麓地区的鹧鸪。本种在孟加拉国恒河-布拉马普特拉河三角洲地区被认为已经灭绝。IUCN红色名录将本种列为易危物种（VU）。

## 分类
沼泽鹧鸪之前被分在鹧鸪属（Francolinus），但系统发育分析表明，它与凤头鹧鸪（O.sephaena）和灰鹧鸪（O.pondicerianus）聚为一支。现这三个物种都被重新分类为灰鹧鸪属（Orygornis）。

## 形态特征
沼泽鹧鸪主要特点为喉部呈锈红色，腹部有白色条纹。